# Готтгард фон Кеттлер
Го́ттгард фон Ке́ттлер (нім. Gotthard von Kettler; 2 лютого 1517 — 27 квітня (17 травня) 1587) — останній магістр Лівонського ордену (1559—1561). Перший герцог Курляндії і Семигалії (1561—1587), державець і губернатор Лівонського герцогства (1561—1566). Представник німецького шляхетського роду Кеттлерів, засновник герцогської династії цього роду. Народився у Мельріху, Вестфалія. Лицар Лівонського ордену (з 1537). Учасник Лівонської війни (1558—1583) проти Московського царства. Внаслідок поразок від московитів прийняв протекцію Польсько-Литовської держави. 1561 року підписав Віленську унію із Великим князівством Литовським, за якою землі ордену були секуляризовані й перетворені на світські ленні володіння Литви — Лівонське герцогство і герцогство Курляндії і Семигалії. Очолив обидва герцогства. Був васалом королів польських і великих князів литовських — Сигізмунда II Августа (з 1561) і Стефана Баторія (з 1578). Після втрати Лівонського герцогства в 1566 році провів політично-адміністративну й церковну реформу в Курляндії і Семигалії. Сприяв поширенню лютеранства. 1570 року запровадив кріпосне право. Помер в Мітаві, Семигалія. Похований в усипальниці Кеттлерів у Мітавському палаці.

## Імена
- Го́ттгард фон Ке́ттлер (нім. Gotthard von Kettler), Го́ттгард Ке́ттлер (нім. Gotthard Kettler), або Го́тгард Ке́ттлер (лат. Gothardus Kettler, пол. Gotard Kettler, латис. Gothards Ketlers, лит. Gothardas Ketleris)[5]
- Го́ттгард фон Ке́ттелер (нім. Ketteler) — альтернативний запис прізвища[5].
- Го́ттгард І Курляндський (нім. Gotthard I. von Kurland) — з порядковим номером і короткою назвою країни[5].
- Го́тгард (нім. Godderd) — альтернативний запис власного імені.
- Го́ддерд (нім. Godderd) — альтернативний запис власного імені.

## Біографія

### В Ордені
Готтгард фон Кеттлер народився 2 лютого 1517 року в замку Еггерінггаузен біля поселення Мелльріх у Вестфалії, в німецькій шляхетній родині Кеттлерів з Нового Ассена. Він був дев'ятою дитиною в сім'ї лицаря Готтгарда фон Кеттлера з Мелльріха, кавалера Ордена Золотого руна, та його дружини Сибілли-Софії фон Нессельроде.
Свою кар'єру Готтгард розпочав як юнкер при дворі Кельнського курфюста. Проте 1537 року, у віці 20 років, він вступив до монашого Лівонського ордену — Лівонського відділу Німецького ордену. 1551 року Готтгарда призначили каштеляном замку Венден (Цесіс, Латвія), а 1554 року — комтуром Дінабурга (Даугавпілс, Латвія). Він виконував обов'язки орденського дипломата в Священній Римській імперії і Польсько-Литовській дежаві. Готтгард встановив приватні зв'язки із литовськими магнатами, а через них — із польським королем. Згодом він став таємним агентом польської партії в Ордені.
1554 року Готтгард призначив своїм секретарем Саломона Геннінга, провідного німецького богослова й історика.
1556 року, напередодні війни із Ризьким архієпископом, магістр Німецького ордену в Лівонії Йоганн Вільгельм фон Фюрстенберг відправив Готтгарда до німецьких земель вербувати найманців.
У вересні 1557 року, під час війни коадюторів, Готтгард підтримав укладання Позвольського договору між Лівонським орденом з одного боку й Королівством Польським і Великим князівством Литовським з іншого, що був скерований проти Московського царства.
1558 року, на початку Лівонської війни проти Московії, Готтгард очолив важливе комтурство Феллін (замок Феллін, Вільянді, Естонія). 9 липня лівонський ландмейстр призначив його на посаду коад'ютора — свого заступника і наступника. На чолі 500 німецьких і 3000 латиських найманців Готтгард намагався звільнити Дерптське єпископство, захоплене московитами. Але зазнав великих втрат і в одному з боїв зламав ногу, впавши з коня. Не зважаючи на поразку біля Дерпта, вдалося захопити Рінген.
У серпні 1558 року Готтгард працював лівонським послом у Вільні, де вів переговори із представниками Сигізмунда II Августа, короля польського і великого князя литовського, про допомогу в Лівонській війні. За умовами договору, Орден передавав литовській стороні ряд фортець на південному лівонсько-литовському кордоні по Двіні й визнавав верховенство Польсько-Литовської держави. Зі свого боку, Сигізмунд ІІ Август надавав військову допомогу лівонцям проти Москви.

### Герцог
17 вересня 1559 року Готтгард змусив старого магістра Фюрстенберга зректися посади й 21 жовтня став новим магістром Німецького ордену в Ліфляндії. Через рік він прийняв лютеранство й повів курс на відокремлення від ордену, шукаючи підмоги в боротьбі з Москвою. В листопаді 1561 року ландмейстр розпочав нові переговори з Сигізмундом II Августом, які закінчилися підписанням Віленської унії від 28 листопада. За угодою колишнє ландмейстерство черенечого ордену в Ліфляндії (Лівонії) ставало леном Польсько-Литовської держави. Південні землі Лівонії — Курляндія і Семигалія — перетворювалися на світське герцогство Курляндії і Семигалії, протекторат Польсько-Литовської держави. Готтгард визнавав себе васалом польського короля й великого князя литовського, приймав спадковий титул герцога Курляндського і Семигальського, і призначався на посаду намісника і губернатора Лівонії. 5 березня 1562 року, в Ризі, на офіційній церемонії Готтгард був звільнений від обітниць великому магістру Тевтонського ордена й склав ленну присягу на вірність Сигізмунду ІІ Августу, якого представляв Миколай Радзивіл «Чорний», великий канцлер литовський і воєвода віленський.
11 березня 1565 року Готтгард одружився з Анною Мекленбург-Гюстровською (1533—1602), донькою мекленбурзького герцога Альбрехта VII, яка народила 7 дітей — Анну, Єлизавету, Фрідріха й Вільгельма, а також ще трьох, що не досягли повноліття.
1566 року поляки передали посаду намісника і губернатора Лівонії Янові Ходкевичу й витіснили Готтгарда з Риги. 1568 року він відмовився від володінь у північній і центральній Лівонії, зосередившись на півдні — Курляндії і Семигалії. 1577 року московський цар пропонував Готтгарду визнати його королем в обмін на васалітет, але той відмовився. Він декілька разів міняв резиденції (Рига, Голдінген, Мітава), допоки 1578 року остаточно не оселився у Мітавському замку. З часом Мітава стала постійною столицею його герцогства.
За правління Готтгарда в Курляндії і Семигалії утвердилося лютеранство. Герцог був проголошений головою Церкви. 1565 року він провів аудит усіх церков і шкіл, за результатами якого виявилося, що кам'яні храми мають лише Мітава, Бауске (Бауска) і Доблен (Добеле); в інших містах і селах стояли лише дерев'яні церкви. Більшість населення лишалося язичниками. 1567 року Готтгард звелів розробив проекти будівництва 60 церков, а при найбільших 8 наказав побудувати школи та будинки для бідних. Він також впровадив впровадив загальні церковні візітації і підняв рівень освіти.

#### Привілей Готтгарда
Утвердження влади Готтгарда в герцогстві супроводжувалося опором колишніх лівонських лицарів, світських землевласників. Найбільший клопіт він мав із добленським комтуром Матіасом фон Реке.
Аби зменшити напругу, 25 червня 1570 року герцог видав у Мітавському замку так званий «привілей Готтгарда» (лат. Privilegium Gotthardinum). Його написали радники герцога і представники лицарства під впливом «привілею Сигізмунда». У 12 статтях цього документу визначалися державний устрій Курляндії і Семигалії, окреслювалися повноваження герцога і широкі права лицарства, а також забезпечувалося панівне становище лютеранства в країні.
Згідно з привілеєм усі колишні феоди — тимчасові землі, отримані лицарями за службу від колишнього Лівонського ордену чи Курляндського єпископства, перетворювалися на алоди — повну індивідуальну власність лицарів. Останні отримували усю повноту судової влади у межах їхніх землеволодінь, що, фактично, легалізувало кріпацтво в Курляндії. Крім цього лицарство могло займатися будь-якими видами господарчої діяльності (торгівлею, гуральництвом, броварством, мисливством, рибальством, млинарством, шинкарством) і, при цьому, звільнялося від податків. В обмін на ці широкі права лицарів були зобов'язані особисто присягати на вірність герцогу і виставляти на його вимогу військовий загін під час війни.
Привілей Готтгарда віддав дві третини земель Курляндії і Семигалії у володіння лицарям, але третину залишав у герцогському домені, що закладало господарську і політичну основу панування Кеттлерів у герцогстві.
28 листопада 1581 року польський король Стефан Баторій затвердив «привілей Готтарда» під Псковом. Цей документ грав роль основного курляндського закону до прийняття «Формули правління» 1617 року.

### Інші перетворення
З 1575 року Готтгард фон Кеттлер взяв участь у новій війні Речі Посполитої проти Московського царства. 5 серпня 1579 року, в таборі польсько-литовського війська в Дісні, біля Полоцька, він визнав свою васальну залежність від нового польського короля Стефана Баторія.
1575 року Готтгард заснував у Мітаві монетний двір. Перші монети, випущені на цьому дворі, були шилінги і таллери з низьким вмістом срібла. За стандарт використовувалася монетна система вільного міста Рига. Проте 1577 року Стефан Баторій заборонив карбування курляндських монет. Нові монети для герцогства виготовлялися з 1586 року на монетному дворі у Вільно, за польськими стандартами.

### Смерть
17 травня 1587 року Готтгард помер у Мітаві, столиці герцогства. За заповітом його поховали у церкві Мітавського замку. Сини покійного — Фрідріх і Вільгельм — успадкували батькові титули і розділили між собою спадщину. Перший став герцогом Семигальським й мав резиденцію у Зельбурзі (Вецселпілс, Східна Латвія); а другий став герцогом Курляндії й мав резиденцію у Гольдінгені (Кулдіга, Західна Латвія).
Фрідріх також отримав Міттаву після смерті матері в 1602 році. Чоловіча лінія герцогської династії Кеттлерів, започаткованої Готтгардом, обірвалася 1737 року зі смертю останнього герцога Фердинанда.

## Сім'я

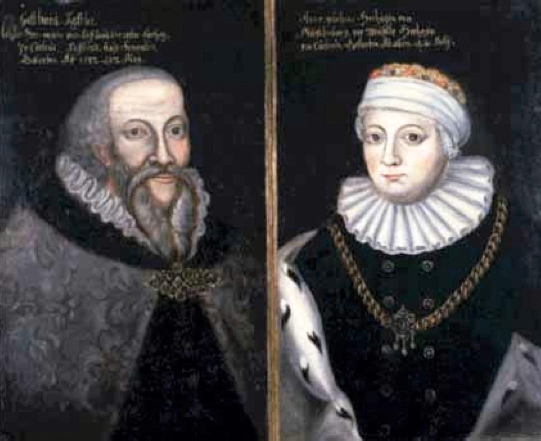
Готтгард зі своєю дружиною Анною.

Дружина — Анна Мекленбург-Гюстровська (1533—1602)
Діти:
- Анна (1567—1617) ∞ 1586: Ольбрахт Радзивілл (1558—1592).
- Фрідріх (1569—1642), герцог Курляндії і Семигалії, герцог Семигалії. ∞ 1600: Єлизавета-Магдалина Померанська (1580—1649).
- Вільгельм (1574—1640), герцог Курляндії., дружина Софія Прусська (1582—1610).
- Єлизавета (?—1601) ∞ 1595: Адам-Вацлав Цешинський (1574—1618).

## Титули
Магістр
- 1560, червень

Божою милістю, ми, Готтгард, магістр Німецького ордену в Лівонії.
von gottes genaden wir Godhartt meister deutsches ordens zu Liefflandt.
Господар
- 1562, червень

Божою милістю, ми, Готтгард, господар Курляднії і Семигалії в Лівонії, державець і губернатор Лівонії його величності короля Польського.
von gottes gnaden wir Gothartt in Lieffland zu Curlandt und Semigalien Herr der königlichenn majestedt zu Poln über Liefflandt stadthalter unnd gubernator.
- 1562, листопад

Божою милістю, Готтгард, господар Курляднії і Семигалії в Лівонії, державець і губернатор Лівонії його величності короля Польського.
Vonn Gots gnadenn Gothardt inn Liefflandt zu Curlandt vnnd Semigalien herr, Der koniglichenn Maiestedt zu Polnn vber Liefflandt Stadthalter vnnd Gubernator
- 1564, листопад

Божою милістю, Готтгард, господар Курляднії і Семигалії в Лівонії, державець і губернатор Лівонії його величності короля Польського.
Von Gots Gnaden Gotthard in Livland zu Curland und Semigalien Herr, der Kö. Mtt. zu Poln etc. über Livland Statthalter und Gubernator.
Герцог
- 1567, січень

Божою милістю, Готтгард, герцог Курляднії і Семигалії в Лівонії, державець і губернатор Лівонії його величності короля Польського.
von gottes gnaden wir Godthardt in Liefland zu Kurlandt vnd Semigallienn Hertzogk, Der K Mtt zu Polen uber Lieflandt Stadthalter vnd Gubernator.
- 1587, березень

Божою милістю, Готтгард, герцог Курляднії і Семигалії в Лівонії.
Von Gottes Gnaden Gotthard, in Liefland, zu Curland und Semgallen Herzog.

### Монографії. Статті
- Arbusov, Leonid. Grundriss der Geschichte Liv-, Est- und Kurlands. Riga: Jonck und Poliewsky, 1918.
- Berkis, A. V. The history of the Duchy of Courland (1561—1795). Madison: University of Wisconsin, 1954.  [Архівовано 13 листопада 2020 у Wayback Machine.]
- Tetsch, Carl Ludwig. Curländischer Kirchen-Geschichte [Церковна історія Курлядії]. Riga & Leipzig, Königsberg & Leipzig, 1767—1770.
- Schirren, Carl. Quellen zur Geschichte des Untergangs livländischer Selbständigkeit [Джерела з історії втрати Лівонської самостійності]. Reval, 1861 -.
- Jahrbuch für Genealogie, Geraldik und Sphragistik. Mitau 1893.
- Seraphim, E. Geschichte Liv-, Est- und Kurlands, 1. u. 2. Abt. Reval, 1904.
- Wittram, R. Baltische Geschichte. Die Ostseelande Livland, Estland, Kurland 1180—1918. München, 1954.
- Klocke, Fr. v. Gotthard Kettler // Westfalen und Nordosteuropa. Wiesbaden, 1964. S. 83-100
- Mattiesen, Heinz. Gotthard Kettler und die Entstehung des Herzogtums Kurland // Baltic History. hg. v. A. Ziedonis Jr. u.a. Columbus, Ohio, 1974. S.49-59.

### Довідники
- Schiemann, T.; Crecelius, W.. Kettler, Gotthard // Allgemeine Deutsche Biographie. Leipzig, 1882, Band 15, S. 680–685.
- Matthiesen, H.. Gotthard Kettler. // Neue Deutsche Biographie. Berlin, 1964, Band 6, S. 678 f. (Digitalisat).
- Кетлер, Готгарс // Энциклопедический словарь Брокгауза и Ефрона : в 86 т. (82 т. и 4 доп. т.). — СПб., 1890—1907. (рос. дореф.)